# Godinho Fafilaz
Godinho Fafilaz ou Godinho Fafes (1040 -?) foi um nobre, Rico-homem e Cavaleiro medieval do Condado Portucalense. Por sua ordem deu-se inicio em 1067 à construção do  Mosteiro beneditino de São Salvador ou Mosteiro de Fontarcada, onde actualmente se encontra a Igreja de Fontarcada na freguesia portuguesa de Fontarcada no concelho de Póvoa de Lanhoso. 

## Relações familiares
Foi filho de Fafes Sarrazins de Lanhoso  e de Ouroana Mende , filha de Mendo Alão e de Ardzruni da Arménia. Casou com Guiomar Mendes, filha de  Eurico da Nóbrega "O Conquistador", de quem teve:
1. Lucídio Godins (1060 -?)